# Шайтан
Шайтан е главният антагонист от поредицата „Колелото на времето“ на Робърт Джордан. Името на Тъмния. Той също бива наричан Бащата на лъжите, Великият властелин на Мрака(наричан е така от мраколюбците), Баал Замон, Заслепителят на зрака, Листогризач, Пастир на нощта, Сърцезъбия, Сърцетровителя, Гробовладелеца, Злия косач. Счита се, че при произнасянето на името му човек го предизвиква и му позволява да се докосне до него. В най-добрия случай човек си докарва зла орис, а в най-лошия - бедствие. По тази причина се използват и горе споменатите евфемизми(имена заместители с по-благ смисъл). Шайтан използва за свои слуги тролоци, мърдраали, властелини на ужаса, голам, често хора(мраколюбци), също така някои животни като плъхове и гарвани. За най-могъщите му слуги са смятани Отстъпниците или Избраниците - 13 от най-могъщите мъже и жени от Приказния век. Някои от тях са: Ишамаел, Ланфеар, Могедиен, Самаил, Грендал, Демандред.
Шайтан е затворен от Луз Терин Теламон - Дракона и неговиге Сто етаири в затвор, запечатан с Единствената сила. Средоточията на печатите са в дискове от куендияр (сърцекамък) с древния знак на Айез Седай върху тях. Въпреки че куендияр не може да бъде унищожен дори от Единствената сила, печатите са разхлабени и по някакъв начин се чупят, което позволява на Тъмния да докосва света.